# 7698 Schweitzer
7698 Schweitzer (1989 AS6) là một tiểu hành tinh vành đai chính được phát hiện ngày 11 tháng 1 năm 1989 bởi F. Borngen ở Tautenburg.